# فرودگاه ژونیپر
فرودگاه ژونیپر (به انگلیسی: Juniper Airport) یک فرودگاه خصوصی است که یک باند فرود آسفالت دارد و طول باند آن ۱۲۲۷ متر است. این فرودگاه در کشور کانادا قرار دارد و در ارتفاع ۲۵۵ متری از سطح دریا واقع شده است.